# Conception Island, Seychellerna
Conception Island är en ö i Seychellerna. Den ligger två kilometer utanför huvudön Mahé.
Ön är hemvist för fågelarterna mahéglasögonfågel, seychellfalk och seychellblåduva som alla är endemiska i Seychellerna samt madagaskarduva.